# Radio Jutrzenka
Radio Jutrzenka (pełna nazwa: Polskie Radio Armii Krajowej „Jutrzenka” im. gen. „Grota” Stefana Roweckiego) – niszowa, całkowicie społeczna rozgłośnia radiowa z siedzibą w Warszawie. Nadaje na częstotliwości 99,5 MHz od godziny 12.00 do 24.00.

## Historia

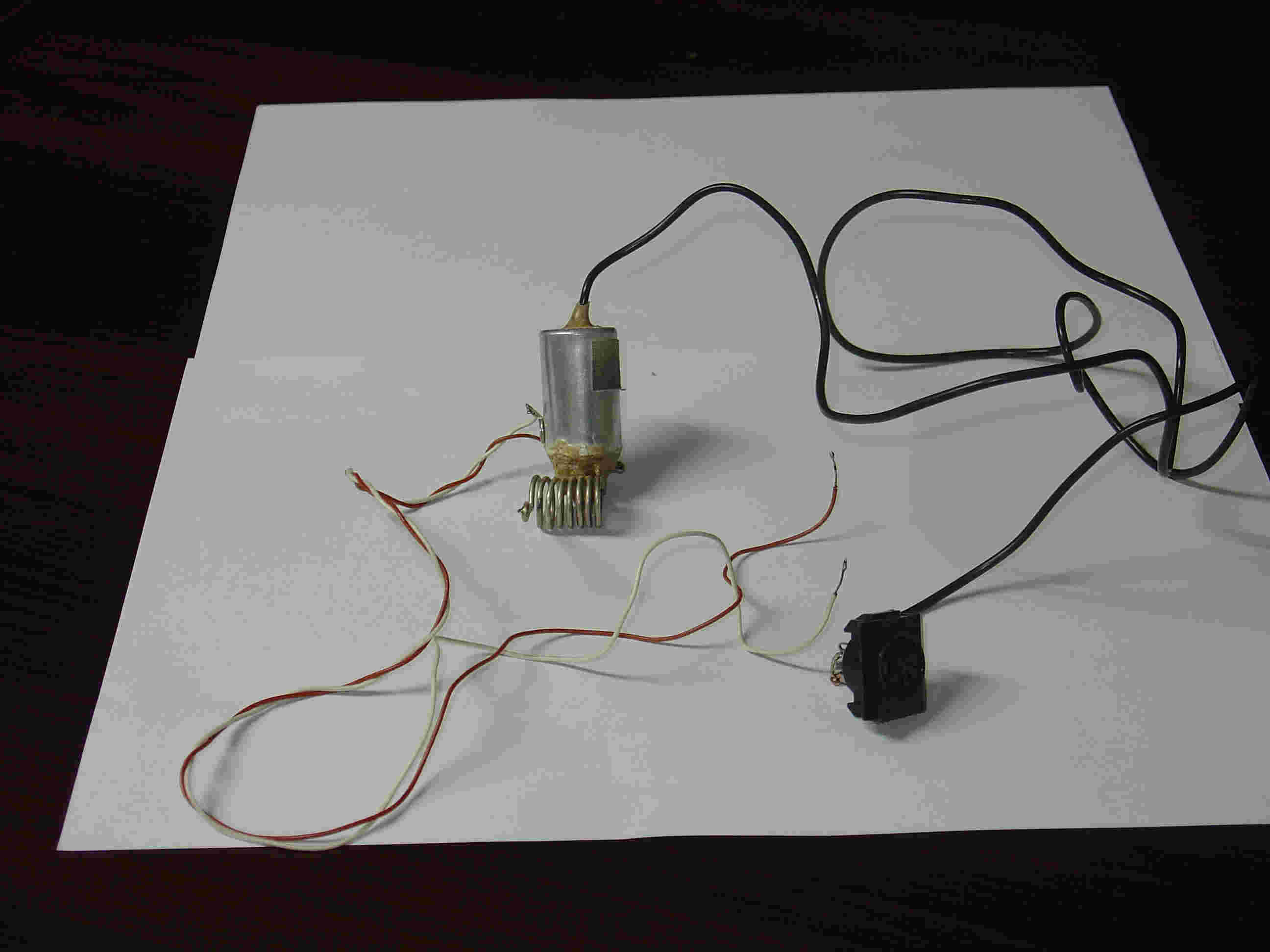
Zazula – nadajnik podziemnego Radia Solidarność

Twórcą i właścicielem Jutrzenki był emerytowany elektronik, uczestnik powstania warszawskiego, Andrzej Cielecki. Radio nadaje od 14 grudnia 1981 roku. Był to dzień po wprowadzeniu stanu wojennego w Polsce. O godzinie 10.00 na falach krótkich w dwóch pasmach częstotliwości morskich rozległ się nadawany alfabecie Morse’a angielskojęzyczny komunikat o wprowadzeniu stanu wojennego oraz sygnał SOS.
Podczas stanu wojennego Jutrzenka korzystała z nadajników typu „Zazula”. Pracowały one na częstotliwości 73 MHz i miały zasięg nieprzekraczający kilkuset metrów. Montowano je w szybach wentylacyjnych bloków i na windach. Krótkie audycje, trwające po około 15 minut, prowadzone były przez Jadwigę Augustyńską-Latoszyńską, żołnierza Armii Krajowej. Poświęcone były one historii Polski, w tym sytuacji Polaków w czasie II wojny światowej, zbrodni Katyńskiej oraz planom budowy Polski Sowieckiej. Wyemitowano w sumie czterdzieści takich audycji.
11 listopada 1990 radio rozpoczęło bez koncesji emisję na częstotliwości 98,1 MHz, kilka razy w tygodniu.
W 1999 roku Ministerstwo Łączności przyznało Jutrzence częstotliwość 99,5 MHz.
24 lipca 2001 Jutrzenka otrzymała koncesję na częstotliwość 99,5 MHz, która zezwala na nadawanie w Warszawie od godz. 12.00 do 24.00. Nie może emitować reklam ani audycji sponsorowanych.
W lutym 2007 Krajowa Rada Radiofonii i Telewizji wszczęła postępowanie o cofnięcie radiu koncesji na nadawanie. Przyczyną miało być łamanie przez właściciela Jutrzenki postanowień koncesji, przede wszystkim nadawanie zbyt rzadko. Według „Gazety Wyborczej” częstotliwością zajmowaną przez Jutrzenkę zainteresowane było Polskie Radio. Ostatecznie postępowanie zostało umorzone.
Od 3 listopada 2010, w godzinach przedpołudniowych (od północy do południa), na tej samej częstotliwości (99,5 MHz) nadaje warszawskie Radio Nostalgia (od lipca 2015 roku zamiast Nostalgii w eterze nadaje Radio Pogoda). Radio Jutrzenka skarżyło się na regularne włączanie przez Nostalgię nadajnika poza czasem otrzymanym w koncesji i zagłuszanie w ten sposób sygnału Jutrzenki.
8 lipca 2016 zmarł Andrzej Cielecki, założyciel rozgłośni. 

## Oferta programowa
Jutrzenka nadaje program o charakterze społeczno-kulturalnym. Na antenie dominują stare piosenki, wspomnienia (przede wszystkim z czasu okupacji), dzienniki powstańcze oraz literatura piękna, np. fragmenty Pana Tadeusza. Od poniedziałku do piątku prezentowane są utwory instrumentalne, muzyka filmowa, poezja śpiewana oraz piosenki z lat 20., 30., 40. i 50. XX wieku. W soboty i niedziele nadawana jest muzyka poważna, a codziennie jest nadawany cogodzinny magazyn kulturalny Pełna?Kultura!.

## Redakcja
Siedziba rozgłośni mieści się w bloku mieszkalnym na warszawskim Ursynowie przy ul. Dereniowej 4. Poza Andrzejem Cieleckim, w radiu pracuje społecznie pięć osób: dwie prezenterki, redaktor tekstów i dwóch stałych felietonistów.